# TCBS-Agar
Der TCBS-Agar ist ein Nährmedium zur Isolierung und selektiven Kultivierung von Bakterien der Gattung Vibrio, wie z. B. den Erreger der Cholera – Vibrio cholerae – und anderer Vibrionen, die Brechdurchfall-Erkrankungen (Gastroenteritis) erzeugen, wie Vibrio parahaemolyticus oder die so genannten NAG-Vibrionen (nicht-agglutinierende Vibrionen), bei denen es sich um non-O1-Stämme von Vibrio cholerae handelt.
TCBS-Agar steht für Thiosulfate Citrate Bile (Salts) Sucrose Agar und verweist auf die wichtigsten Komponenten des Nährmediums: Natriumthiosulfat, Natriumcitrat, Gallensalze (im Englischen bile für Galle) und Saccharose (im Englischen sucrose). Die ursprünglich (1962) veröffentlichte Rezeptur des Japaners Y. Nakanishi wurde ein Jahr später durch T. Kobayashi modifiziert.

## Anwendungsbereiche
Dieses Medium wird durch die American Public Health Association für die mikrobiologische Untersuchung von Lebensmitteln empfohlen. Weiterhin sind die in der Lebensmittelmikrobiologie eingesetzten Untersuchungsmethoden für Vibrio cholerae und andere Vibrio-Arten durch die ISO 21872 und in den USA durch das Bacteriological Analytical Manual (BAM) der Food and Drug Administration (FDA) – der US-amerikanischen Behörde für Lebensmittel- und Arzneimittelsicherheit – vorgeschrieben, und durch sie wird ebenfalls die Verwendung des TCBS-Agars empfohlen.
Bei Proben wie Wasser oder Lebensmitteln erfolgt zunächst eine Anreicherung der Vibrionen in alkalischem Peptonwasser. Diese Nährbouillon weist eine hohe Konzentration an Natriumchlorid sowie einen alkalischen pH-Wert von pH 8,5 auf, durch diese beiden Parameter wird das Wachstum zahlreicher anderer Bakterien gehemmt. Falls die Kultivierung in diesem Medium bei 42 °C erfolgt, ist die Anreicherung noch selektiver, da durch die hohe Temperatur andere mesophile Bakterien im Wachstum gehemmt werden. Zur Isolierung von Vibrio-Arten wird nach der Anreicherung ein geringes Volumen der Nährbouillon auf TCBS-Agar ausplattiert. Bei klinischen Proben, wie z. B. Stuhlproben oder Erbrochenem können diese mit einem Tupfer auf dem Nährmedium verteilt werden. Neben dem Selektivmedium TCBS-Agar sollte auch ein wenig selektiv wirkendes Nährmedium beimpft werden.

## Wirkungsweise

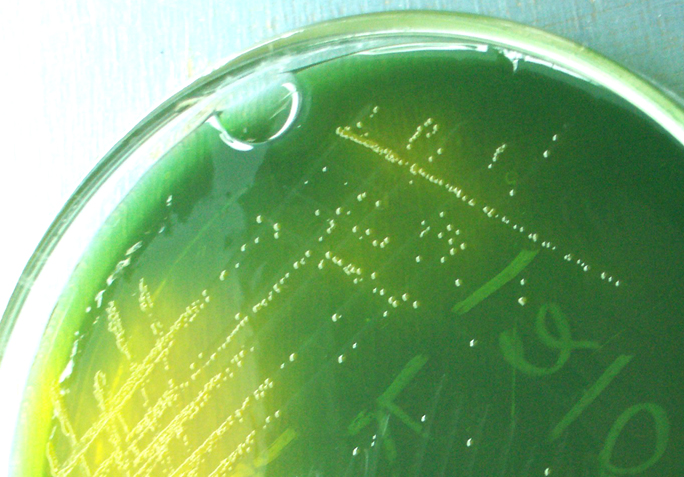
Gelb gefärbte Kolonien von Vibrio cholerae auf TCBS-Agar

TCBS-Agar steht für Thiosulfate Citrate Bile (Salts) Sucrose Agar und verweist auf die wichtigsten Komponenten des Nährmediums: Hohe Konzentrationen an Natriumthiosulfat und Natriumcitrat hemmen weitgehend das Wachstum von gramnegativen Enterobacteriaceen, die beispielsweise in Stuhlproben ebenfalls vorhanden sind. Ochsengalle (im Englischen bile) und Natriumcholat (das Natriumsalz der Cholsäure, einer Gallensäure) verhindert das Wachstum der grampositiven Begleitflora, v. a. der Enterokokken. Saccharose (im Englischen sucrose) ist das einzige Kohlenhydrat im TCBS-Agar und schränkt das Wachstum für Bakterien ein, die Saccharose nicht verwerten können. Zusammen mit den enthaltenen pH-Indikatoren Thymolblau und Bromthymolblau kann der Abbau des Kohlenhydrats durch Vibrio-Arten über die Säurebildung sichtbar gemacht werden, dabei erfolgt ein Farbumschlag der pH-Indikatoren von Blau (alkalischer pH-Wert) nach Gelb (saurer pH-Wert).
Unbeimpft weist das Medium einen alkalischen pH-Wert (pH 8,6) auf, durch den ebenfalls eine Wachstumshemmung anderer Bakterien erfolgt. Durch die enthaltenen pH-Indikatoren ist es blau-grün gefärbt. Die mit dem TCBS-Agar zu isolierenden Vibrionen sind halophil („salzliebend“), können also in bzw. auf Nährmedien mit erhöhter Salzkonzentration kultiviert werden, so dass die hohe Konzentration an Natriumchlorid und anderen Salzen im Medium ihr Wachstum nicht beeinträchtigt.

## Auswertung
Die Petrischalen mit dem beimpften TCBS-Agar werden 18 bis 24 Stunden bei 35 °C unter aeroben Bedingungen inkubiert. Vibrio cholerae bildet auf dem Nährmedium flache, gelbe, 2 bis 3 mm große Kolonien, Vibrio alginolyticus große, gelbe Kolonien, und auch das Medium um die Kolonien herum ist durch die Säurebildung gelb gefärbt. V. parahaemolyticus hingegen bildet kleinere Kolonien mit einem blau-grünen Zentrum.
Neben den Vibrionen gibt es nur einige wenige Proteus-Stämme, die Saccharose unter Säurebildung verwerten können und ähnliche Kolonien bilden wie Vibrio-Arten. Sie werden aber, wie andere Bakterien aus der Familie der Enterobacteriaceae, durch weitere Inhaltsstoffe im Nährmedium gehemmt und zeigen daher nur schwaches oder gar kein Wachstum. Auch Bakterien aus der Gattung Pseudomonas wachsen nur gehemmt und lassen sich außerdem an der blauen Koloniefarbe von den Vibrionen unterscheiden, da sie nicht Saccharose unter Säurebildung verwerten können. Auf TCBS-Agar gewachsene Kolonien müssen zur Bestätigung und Differenzierung der verschiedenen Vibrio-Arten noch weiter untersucht werden, beispielsweise durch biochemische Tests aus einer „Bunten Reihe“, die Zuordnung zu den Serotypen von Vibrio cholerae kann mittels eines Agglutinationstests erfolgen.

## Typische Zusammensetzung
Der Nährboden besteht meistens aus (Angaben in Gramm pro Liter):
- Pepton 10,0
- Hefeextrakt 5,0
- Natriumthiosulfat 10,0
- Natriumcitrat 10,0
- Ochsengalle 5,0
- Natriumcholat 3,0
- Saccharose 20,0
- Natriumchlorid 10,0
- Eisen(III)-Citrat 1,0
- Thymolblau (pH-Indikator) 0,04
- Bromthymolblau (pH-Indikator) 0,04
- Agar-Agar 14,0